# Rhaphidorrhynchium capilliforium
Rhaphidorrhynchium capilliforium är en bladmossart som beskrevs av Brotherus 1925. Rhaphidorrhynchium capilliforium ingår i släktet Rhaphidorrhynchium och familjen Sematophyllaceae. Inga underarter finns listade i Catalogue of Life.